# Wręczyca Wielka (gemeente)
De gemeente Wręczyca Wielka is een landgemeente in het Poolse woiwodschap Silezië, in powiat Kłobucki.
De zetel van de gemeente is in Wręczyca Wielka.
Op 30 juni 2004 telde de gemeente 17 117 inwoners.

## Oppervlakte gegevens
In 2002 bedroeg de totale oppervlakte van gemeente Wręczyca Wielka 148,07 km², waarvan:
- agrarisch gebied: 57%
- bossen: 36%

De gemeente beslaat 16,65% van de totale oppervlakte van de powiat.

## Demografie
Stand op 30 juni 2004:
| Omschrijving                   | Totaal | Totaal | Vrouwen | Vrouwen | Mannen | Mannen |
| ------------------------------ | ------ | ------ | ------- | ------- | ------ | ------ |
| eenheid                        | aantal | %      | aantal  | %       | aantal | %      |
| inwoners                       | 17 117 | 100    | 8675    | 50,7    | 8442   | 49,3   |
| bevolkingsdichtheid (inw./km²) | 115,6  | 115,6  | 58,6    | 58,6    | 57     | 57     |

In 2002 bedroeg het gemiddelde inkomen per inwoner 1230,57 zł.

## Aangrenzende gemeenten
Blachownia, Częstochowa, Herby, Kłobuck, Opatów, Panki, Przystajń